# Small Is Beautiful
 (mai 2023).
Small Is Beautiful: A Study Of Economics As If People Mattered est un recueil d'essais de l'économiste britannique Ernst Friedrich Schumacher éditée en français par Contretemps / Le Seuil sous le titre Small Is Beautiful - une société à la mesure de l'homme.
Sa première publication en 1973 a mis les critiques de l'économie occidentale par Schumacher à la portée du grand public pendant le premier choc pétrolier et la reprise de la mondialisation. Il a été traduit dans plus de 100 langues. The Times Literary Supplement l'a listé parmi les 100 livres les plus importants publiés depuis la Seconde Guerre mondiale. Une deuxième édition commentée fut publiée en 1999.
Les principaux thèmes évoqués sont :
- l'importance de l'échelle humaine ;
- l'idée de capital naturel, de traiter la nature comme un capital et non comme un revenu ;
- l'introduction du souci des travailleurs et de l'intégrité environnementale dans les décisions commerciales ;
- l'économie de la permanence, basée sur l'utilisation soutenable des ressources naturelles ;
- le décentralisme et la foi dans l'autosuffisance communautaire.

Le livre est contemporain des œuvres de Ivan Illich La convivialité, de Dennis Meadows et alii Halte à la croissance ?, et de Nicholas Georgescu-Roegen The Entropy Law and the Economic Process, qui abordent également l'un ou l'autre des thèmes évoqués dans Small is Beautiful.
Le titre principal « Small is beautiful » est une phrase de Leopold Kohr, le mentor de Schumacher . Schumacher envisageait plutôt « l'Économie chestertonienne », faisant référence au penseur du distributionnisme.

## L'auteur
Schumacher était un économiste reconnu qui travailla avec John Maynard Keynes (pendant la guerre, sur les compensations dans les échanges internationaux) et John Kenneth Galbraith (immédiatement après la guerre, sur la reconstruction économique de l'Allemagne). Il fut l'un des artisans de la reprise économique de l'Allemagne et de la Grande Bretagne dans l'après guerre, et, pendant 20 ans, l'économiste en chef des charbonnages britanniques, une entreprise de 800 000 employés. Il fut également, membre actif de la Soil Association (en), un écologiste de la première heure.
Les deux principales sources du livre sont des articles commandés à Schumacher par John Papworth, l'éditeur de la revue Resurgence, et des conférences données dans le cadre de ses fonctions au British Coal Board, modifiées par son implication dans le Scott Bader Commonwealth. La monnaie et le capital n'étaient pas au menu de Resurgence et c'est sans doute pourquoi il en est si peu question dans Small is beautiful, alors que ce sont les sujets sur lesquels Schumacher s'est fait connaître dans la communauté scientifique et sur lesquels il pensait, selon sa fille, qu'il ferait tomber Keynes de son piédestal.

## Contenu et citations
(Les numéros de page correspondent à l'édition Le Seuil, Collection Points, 1978.)

### Partie 1: Le monde moderne

#### Chapitre 1 - Le problème de la production
« L'illusion de pouvoirs illimités, nourri par des réussites scientifiques et techniques étonnantes, a produit l'illusion concomitante d'avoir résolu le problème de la production. Cette dernière illusion est fondée sur l'incapacité à distinguer revenu et capital là où cette distinction est la plus pertinente. Chaque économiste et homme d'affaires est familier avec cette distinction, et l'applique consciencieusement et avec une considérable subtilité à toutes les affaires économiques - sauf là ou c'est réellement important : à savoir, le capital irremplaçable que l'homme n'a pas créé, mais simplement trouvé, et sans lequel il ne peut rien faire. »

#### Chapitre 2 - Paix et pérennité
« D'un point de vue économique, le noyau central de la sagesse est la pérennité. Nous devons étudier l'économie du durable. Rien ne peut avoir de signification économique, à moins que sa poursuite à longue échéance ne puisse se concevoir sans sombrer dans l'absurde. [...] La pérennité est incompatible avec une attitude de rapace, qui juge favorablement le fait que "ce qui était luxe pour nos pères est devenu nécessité pour nous". » (p.33)
« L'économie du durable implique une réorientation profonde de la science et de la technologie, qui doivent s'ouvrir à la sagesse et même intégrer la sagesse à leur propre structure. Des "solutions" scientifiques ou technologiques qui empoisonnent l'environnement, ou dégradent la structure sociale et l'homme lui-même, ne sont d'aucun profit, indépendamment de leur conception brillante ou de leur grand attrait superficiel. Des machines toujours plus grosses, entraînant des concentrations de pouvoir économique toujours plus grandes, et violentant toujours davantage l'environnement, ne représentent nullement le progrès : ce sont autant de refus de sagesse. La sagesse exige une nouvelle orientation de la science et de la technologie vers l'organique, le généreux, le non-violent, l'élégant et le beau. La paix, a-t-on souvent dit, est indivisible. Comment l'édifier alors, en la fondant sur une science imprudente et une technologie violente ? Nous devons espérer une révolution dans la technologie, capable de nous apporter les inventions et les machines qui renverseront les tendances destructrices qui nous menacent tous aujourd'hui. » (p.34)
« Il y a quelques sagesses dans la petitesse, ne serait-ce que eu égard à la petitesse et à l'éparpillement du savoir humain, qui repose sur l'expérience bien plus que sur la compréhension. Le pire des dangers vient invariablement de l'application brutale, sur une grande échelle, d'un savoir partiel, comme nous en sommes journellement les témoins avec l'énergie nucléaire, la chimie nouvelle en agriculture, la technologie des transports et d'innombrables d'autres choses encore. » (p.36)

#### Chapitre 3 - Le rôle de l'économie
« Vouloir ignorer la dépendance de l'homme à l'égard du monde naturel est donc une caractéristique inhérente à la méthodologie de l'économie. Pour dire la même chose différemment, l'économie traite de biens et de services sur le plan du marché, où un acheteur potentiel rencontre un vendeur potentiel. [...] Le marché n'est donc qu'une expression superficielle de la société, et sa signification renvoie à la situation du moment, ici ou là. Nul ne va sonder la profondeur des choses, ni les faits naturels ou sociaux qu'elles cachent. En un certain sens, le marché est l'institutionnalisation de l'individualisme et de la non-responsabilité. » (p.44)
« Qu'est-ce donc que la méta-économie ? Puisque l'économie traite de l'homme dans son environnement, on peut s'attendre à ce que la méta-économie comprenne deux parties : l'une s'occupant de l'homme, l'autre de l'environnement. Autrement dit, il est vraisemblable que l'économie trouve ses tendances et ses objectifs dans une étude de l'homme, et sa méthodologie, en grande partie tout au moins, dans une étude de la nature. » (p.47)
« Le problème que pose l'excès d'attention accordé aux moyens par rapport aux fins -- et telle est, Keynes l'a confirmé, l'attitude de l'économie moderne -- est qu'il retire à l'homme la liberté et le pouvoir de choisir les fins qu'il préfère réellement. Le développement des moyens dicte pour ainsi dire le choix des fins. » (p.52)

#### Chapitre 4 - Le système d'économie bouddhiste
« Le travail humain est unanimement admis comme source fondamentale de richesse. L'économiste moderne en est arrivé à considérer désormais le "travail" comme un mal nécessaire, à peine plus. Pour l'employeur, c'est en tout cas  un simple élément de coût, qu'il convient de réduire à un minimum, faute de pouvoir l'éliminer complètement, disons, par l'automation. Pour l'ouvrier, le travail n'a pas d'utilité en soi. (Il est ce que les économistes nomment une "désutilité".) Travailler revient à sacrifier son temps de loisir et son confort, le salaire n'étant qu'une sorte de compensation reçue pour ce sacrifice. L'idéal est donc, pour l'employeur, de produire sans employés et, pour l'employé, d'avoir un revenu sans travailler. » (p.54)
« Du point de vue du bouddhisme, la fonction du travail est au moins triple. Donner à l'homme la chance d'exploiter et de développer ses facultés. Lui permettre de dominer son égocentrisme en participant avec d'autres à une tâche commune. Produire les biens et les services nécessaires à une existence décente. » (p.54)
« D'un point de vue bouddhiste, c'est le monde renversé que d'estimer les biens plus que les gens, et la consommation plus que l'activité créatrice. Cela revient à déplacer le centre d'intérêt de l'ouvrier au produit de son travail, c'est-à-dire de l'humain au sous-humain : c'est là une véritable reddition aux forces du mal. » (p.56)
« En résumé, alors que l'économie bouddhiste recherche le maximum de satisfactions humaines grâce au choix d'un modèle de consommation optimal, l'économie moderne tend à maximiser la consommation à travers un mode optimal d'effort de production. » (p.58)
« Simplicité et non-violence sont, de toute évidence, étroitement liées. Le modèle de consommation optimal, qui procure aux hommes un haut degré de satisfaction grâce à une consommation relativement faible, permet aux gens de vivre sans grande tension. » (p.58)

#### Chapitre 5 - Une question de taille
« Quelle est donc l'échelle qui convient ? Tout dépend de ce que l'on cherche à faire. La question d'échelle est aujourd'hui cruciale au plus haut point, dans les affaires politiques, sociales, économiques, aussi bien qu'en tout autre chose, ou presque. » (p.66)
« L'économie du gigantisme et de l'automation est un résidu des conditions et de la pensée du 19e siècle. Elle est tout à fait incapable de résoudre le moindre problème réel de notre temps. On aurait besoin d'un système de pensée entièrement nouveau, système qui repose sur la prise en considération des personnes avant la prise en considération des biens (que les biens s'occupent d'eux-mêmes !). On pourrait résumer cela par l'expression "production par les masses, plutôt que production de masse". » (p.74)

### Partie 2: Ressources

#### Chapitre 6 - La ressource première: l'éducation
« Nous ne savons plus au juste ce que sont réellement nos convictions. Les grandes idées du 19e siècle peuvent bien encore nous occuper l'esprit d'une façon ou d'une autre, mais, au demeurant, le cœur n'y est plus. L'esprit et le cœur se sont déclaré la guerre et non, comme on l'affirme couramment, la raison et la foi. Nous avons la raison obscurcie par une foi extraordinaire, aveugle et déraisonnable, en un ensemble d'idées fantastiques, ennemies de la vie, héritées du 19e siècle. Notre raison doit avant toute chose recouvrer une foi plus vraie que celle-là. » (p.93)

#### Chapitre 7 - De la bonne utilisation de la terre
« On ne pourra échapper à cette confusion tant que la terre et les créatures qui l'habitent seront considérées uniquement comme des "facteurs de production". Bien sûr ce sont des facteurs de production, c'est-à-dire des moyens pour arriver à certaines fins ; mais ceci est leur seconde, non leur première nature. Ce sont avant tout des fins en elles-mêmes. Elles sont méta-économiques, et il est donc rationnellement défendable de poser comme un état de fait qu'elles sont, en certain sens, sacrées. » (p.109)

#### Chapitre 8 - Ressources pour l'industrie
« Ce qui frappe le plus, dans l'industrie moderne, c'est qu'elle exige tant et accomplit si peu. L'industrie moderne semble être inefficace à un point qui dépasse les limites normales de l'imagination. Son manque d'efficacité passe donc toujours inaperçu. » (p.121)

#### Chapitre 9 - L'énergie nucléaire: salut ou damnation?
« L'important, avons-nous dit, est la direction de la recherche. Il importe que celle-ci soit orientée vers la non-violence plutôt que vers la violence ; vers une coopération harmonieuse avec la nature ; vers les solutions silencieuses, faibles consommatrices d'énergie, élégantes et économiques, généralement adoptées dans la nature, plutôt que vers les solutions bruyantes, grandes consommatrices d'énergie, brutales, ruineuses et maladroites, proposées par nos sciences contemporaines. » (p.148)

#### Chapitre 10 - Une technologie à visage humain
« La question de savoir ce que la technologie nous apporte véritablement vaut donc bien quelque investigation. De toute évidence, elle réduit sérieusement certains types de travaux alors qu'elle en multiplie d'autres. Le type de travail que la technologie moderne s'entend le plus à réduire, voire à éliminer, est le travail manuel, productif, qui demande de l'adresse et maintient en contact avec les vrais matériaux de toutes sortes. Dans une société industrielle avancée, un tel travail se fait excessivement rare ; en vivre de façon décente est devenu virtuellement impossible. Une grande partie de la névrose moderne découle peut-être de cela même [...]. » (p.155)
« Le prestige attribué aux gens, dans la société industrielle moderne, varie en proportion inverse de l'étroitesse de leurs liens avec la production véritable. » (p.157)
« Je ne doute pas qu'il soit possible de donner une nouvelle orientation au développement technologique, une orientation qui le ramène aux réels besoins de l'homme, c'est-à-dire aussi : à la vraie mesure de l'homme. L'homme est petit, donc tout ce qui est petit est bel et bon. Tendre au gigantisme, c'est courir à l'autodestruction. » (p.166)

### Partie 3: Le tiers monde

#### Chapitre 11 - Développement
« C'est une illusion de croire que le développement d'un noyau d'économie avancée permet d'englober de proche en proche l'ensemble de l'économie d'un pays sous-développé. La réalité est que cela ne fait que renforcer le "dualisme économique". L'expérience montre que des pays ont pu sortir d'une destruction quasi totale et rebâtir rapidement une économie prospère, et que ce qui caractérise ces réussites n'est pas l'importation de technologies mais le niveau d'éducation, d'organisation et de discipline de l'ensemble de la population. »
« Il découle de tout cela que le développement n'est pas en premier lieu un problème d'économistes. »

#### Chapitre 13 - Deux millions de villages
« […] un endettement croissant n'est pas la chose la plus grave. […] Bien plus grave est le problème de dépendance, qui naît quand un pays pauvre succombe à l'attrait des modes de production et de consommation des riches. »

#### Chapitre 14 - Le problème du chômage en Inde
« Se trouver dans l'impossibilité de gagner sa vie en se suffisant à soi-même est pour l'homme ce qu'il y a de plus frustrant. »
« Tout semble très difficile et l'est réellement, en un sens, dès lors que l'on fait les choses pour les gens au lieu que cela soit fait par les gens. » (p.225)
« L'un des plus grands maîtres de l'Inde, Bouddha, intégra à son enseignement l'obligation, pour chaque bouddhiste digne de ce nom, de planter un arbre et de veiller à sa croissance, au moins une fois tous les cinq ans. Aussi longtemps que ce principe fut observé, ce grand pays se retrouva dans son ensemble couvert d'arbres, et ignora la poussière. L'eau ne manquait pas, l'ombre non plus, et il y avait abondance de nourriture et de matières premières. » (p.227)
« […] quelle sorte d'éducation est la nôtre, si celle-ci doit nous détourner des choses qu'il est possible de réaliser sur-le-champ ? » (p.227)

### Partie 4: Organisation et propriété

#### Chapitre 15 - Une machine à prédire l'avenir
« […] la vie, y compris la vie économique, vaut encore la peine d'être vécue car elle est assez imprévisible pour être intéressante. »
« C'est l'intrusion de la liberté et de la responsabilité humaines qui rend l'économie métaphysiquement différente de la physique, et les activités humaines en grande partie imprévisibles. » (p.238)
« L'expérience montre que, quand nous considérons un grand nombre de personnes, bien des aspects de leur comportement sont en fait prévisibles. En effet, à n'importe quel moment, seule une toute petite minorité, prise dans un grand nombre, use de son pouvoir de liberté. Et souvent, cette minorité n'influe pas de façon significative sur le résultat global. Pourtant, toute innovation et tout changement d'une importance réelle partent habituellement de toutes petites minorités qui, elles, font véritablement usage de leur liberté créatrice. » (p.238)
« Pourtant, celui qui se sert d'un plan imaginaire, en le croyant vrai, court plus de risques de s'égarer que celui qui ne dispose d'aucun plan. En effet, il négligera de s'informer chaque fois que l'occasion s'en présentera, d'observer le moindre détail de sa route, et de rechercher sans cesse, de tous ses sens et de toute son intelligence, un indice de la direction à suivre. » (p.242)

#### Chapitre 16 - Ébauche d'une théorie de la grande organisation
Résumé du chapitre : Schumacher reconnaît que certaines activités nécessitent l'existence d'organisations de grande taille. Il met en évidence les conditions de bon fonctionnement d'une telle organisation : délégation par les chefs à leurs subordonnés de tout ce qui peut l'être, justification par les chefs à leurs subordonnés de tout ce qui ne peut pas être délégué.
« Toute organisation doit donc s'efforcer sans cesse de rechercher la méthode dans l'ordre et le désordre dans la liberté créatrice. Le danger spécifique inhérent à la grande organisation réside dans son penchant naturel et sa tendance à favoriser l'ordre, au détriment de la liberté créatrice. » (p.251)
« La confusion intellectuelle a son prix. On prêche les vertus du travail assidu et de la modération des besoins, tout en peignant les tableaux utopiques d'une consommation illimitée, indépendante de tout travail et de toute contrainte. On se plaint quand on entend répondre, de façon peu élégante : "Je m'en fiche éperdument", à une invite à fournir davantage d'efforts, tout en favorisant des rêves d'automation destinée à nous délivrer du travail manuel, et des rêves d'ordinateurs épargnant aux hommes la peine d'avoir à utiliser leur cerveau. » (p.257)

#### Chapitre 17 - Socialisme
Résumé du chapitre : la propriété privée des moyens de production ne peut avoir comme objectif durable que la recherche du seul profit. Si la propriété publique n'a que ce seul objectif elle ne peut aboutir à de meilleurs résultats que la propriété privée. Le seul intérêt de la propriété publique est justement qu'elle permet de définir et d'atteindre des buts principaux différents, et en particulier des objectifs éthiques.
« La force de l'idée d'entreprise privée réside dans sa terrifiante simplicité. Elle insinue que l'ensemble de la vie peut se résumer à un seul aspect : celui du profit. L'homme d'affaires, en tant qu'individu privé, peut toujours s'intéresser à d'autres aspects de la vie -- peut-être même à la bonté, à la vérité et à la beauté. Mais, en tant qu'homme d'affaires, il ne se préoccupe que du profit. A cet égard, l'idée d'entreprise privée s'adapte exactement à l'idée du Marché, que j'ai défini, dans un chapitre précédent, comme "l'institutionnalisation de l'individualisme et de la non-responsabilité". De même manière, elle s'adapte parfaitement à la tendance moderne à tout quantifier, aux dépens de l'appréciation des différences qualitatives. L'entreprise privée ne se soucie pas, en effet, de ce qu'elle produit, mais seulement de ce que la production lui rapporte. » (p.264)
« Le fait est que la force réelle de la théorie de l'entreprise privée réside dans cette simplification abusive, qui s'adapte également si admirablement aux modes de pensée que les succès phénoménaux de la science ont suscités. La force de la science dérive, elle aussi, d'une "réduction" de la réalité à l'un ou l'autre de ses multiples aspects, essentiellement la réduction de la qualité à la quantité. » (p.265)
« Un refus absolu de la propriété publique équivaut à affirmer la prééminence absolue de la propriété privée. C'est un exemple de dogmatisme aussi virulent que son contraire, celui dont fait preuve le communiste le plus fanatique. Mais, alors que tout fanatisme trahit une faiblesse intellectuelle, un fanatisme portant sur les moyens à employer pour atteindre des objectifs parfaitement incertains est pure infirmité de l'esprit. » (p.267)
« Il n'existe pas de "solutions définitives" à ce genre de problèmes. Il n'existe qu'une solution vivante, à laquelle on arrive jour après jour, à condition d'admettre sans détours que l'un et l'autre contraires sont valables. » (p.268)

#### Chapitre 18 - Propriété
« En ce qui concerne la propriété privée, la première et la plus élémentaire des distinctions à faire est celle qui existe entre (a) la propriété mise au profit du travail créateur, et (b) la propriété, substitut du travail. Il y a quelque chose de naturel et de sain dans la première : la propriété privée du propriétaire exploitant. Il y a par contre quelque chose d'antinaturel et de malsain dans la seconde : la propriété privée du propriétaire passif, qui vit en parasite du travail des autres. [...] L'entreprise privée qui se fonde sur la propriété au sens (a) est automatiquement de petite taille, personnelle et locale. » (p.273)
« La prétendue propriété privée des grandes entreprises n'est en aucune façon analogue à la simple propriété du petit propriétaire terrien, du petit artisan ou du petit entrepreneur. Elle est, comme le dit Tawney, analogue aux "impôts féodaux qui volèrent au paysan français une partie de sa production jusqu'à ce que la Révolution les abolisse". » (p.275)

#### Chapitre 19 - Nouveaux modes de propriété
Résumé du chapitre : en 1951, l'homme d'affaires Ernest Bader (en) crée une fondation, lui donne la propriété inaliénable de son entreprise, et lui donne pour mission de consacrer les bénéfices à la gestion durable de l'entreprise, à des œuvres en faveur des employés et en faveur de la collectivité.
« Mon propos immédiat est de spéculer sur la possibilité de trouver, pour la grande entreprise, un « système » de propriété susceptible de permettre une véritable "économie mixte". En effet, c'est le « mélange », plus que la « pureté », qui risque le plus vraisemblablement de répondre aux multiples exigences de l'avenir, si nous devons partir de la situation concrète de la partie industrialisée du monde, plutôt que de partir de zéro, comme si toutes les options étaient encore ouvertes. [...] Pour la suite de l'exposé, je pose en postulat que l'État devrait recevoir la moitié des bénéfices distribués de la grande entreprise privée, et qu'il devrait obtenir cette part non au moyen d'impôts sur les bénéfices, mais en détenant la propriété de 50 % du capital de ces entreprises. [...] Les dirigeants « privés » des entreprises devraient donc rester solidement à la barre, tandis que le droit de regard sur la gestion lié à la participation publique de 50% devrait rester en sommeil, en attendant l'apparition de circonstances spéciales. » (p.294-296)
« Tout porte à croire que la structure actuelle de la grande entreprise industrielle, malgré une lourde imposition et une prolifération infinie de la législation, ne favorise pas le bien-être général. » (p.301)

### Épilogue
« La « logique de la production » n'est ni la logique de la vie, ni celle de la société. C'est une petite partie subordonnée aux deux. Les forces destructrices qu'elle libère ne peuvent être maîtrisées, à moins que l'on ne soit maître de la « logique de la production » elle-même -- les forces destructrices cessant ainsi d'être libérées. Il est peu utile d'essayer de faire disparaître le terrorisme, si l'on continue de juger que la production d'engins de mort comme un usage légitime du pouvoir créateur de l'homme. La lutte contre la pollution ne peut pas davantage être couronnée de succès si les modes de production et de consommation continuent à être d'une échelle, d'une complexité et d'un degré de violence tels que ceux-ci, c'est de plus en plus évident, ne cadrent pas avec les lois de l'univers. Or l'homme est, tout autant que le reste de la création, soumis à ces lois. De la même manière, il n'y a pas la moindre chance de ralentir le rythme d'épuisement des ressources ou d'introduire l'harmonie dans les relations entre ceux qui possèdent richesse et pouvoir et ceux qui ne les possèdent pas, tant que n'aura pas surgi, quelque part dans le monde, l'idée qu'un peu c'est bien, et que trop c'est trop. » (p.305)
« Partout on demande : "Que puis-je réellement faire ?" La réponse est aussi simple que déconcertante. Nous pouvons, chacun d'entre nous, travailler à faire régner l'ordre en nous-mêmes. Les conseils dont nous avons besoin ne peuvent pas nous être fournis par la science ou la technologie, dont la valeur dépend entièrement des fins qu'elles servent. Mais on peut encore les trouver dans la sagesse traditionnelle de l'humanité. » (p.307)

## Développements
Le programme de la campagne de Jerry Brown candidat malheureux aux primaires démocrates de 1976 aux U.S.A. était en grande partie fondée sur les idées exprimées dans Small is Beautiful. Lors de cette élection Schumacher avait d'ailleurs également conseillé le futur président Jimmy Carter.
En 1976 toujours, l'OCDE développa le concept de technologie appropriée, identique à celui de technologie intermédiaire. L'administration Carter stimula la création et subventionna de nombreuses organisations de développement des technologies appropriées. Cet effort fut entièrement abandonné dès l'élection de Ronald Reagan.
Le succès de la formule Small is beautiful a été tel qu'il est largement employé dans des domaines qui n'ont rien à voir avec le contexte des idées exprimées dans le livre, voire pour promouvoir des activités en opposition complète avec celles-ci. Ses détracteurs utilisent souvent l'expression ironique Small is beautiful, but small.